# Sveti Martin (Kőrös)
Sveti Martin falu Horvátországban Kapronca-Kőrös megyében. Közigazgatásilag Kőröshöz tartozik.

## Fekvése
Kőröstől 4 km-re délnyugatra fekszik.

## Története
1857-ben 102, 1910-ben 129 lakosa volt. Trianonig Belovár-Kőrös vármegye Körösi járásához tartozott. 2001-ben 90 lakosa volt.

## Nevezetességei
Szent Márton tiszteletére szentelt kápolnája.

## Külső hivatkozások
Körös város hivatalos oldala